# Chopardentella royi
Chopardentella royi es una especie de mantis de la familia Mantidae.

## Distribución geográfica
Se encuentra en el Congo.